# Lourmarin
Lourmarin est une commune française située dans le département de Vaucluse, en région Provence-Alpes-Côte d'Azur.
Ses habitants sont appelés les Lourmarinois.

## Géographie

### Localisation
Le village se situe à la sortie d'une combe portant son nom, la combe de Lourmarin, passage entre le petit et le grand Luberon rejoignant le village de Bonnieux à 11 km au nord.
Il fait partie des plus beaux villages de France.

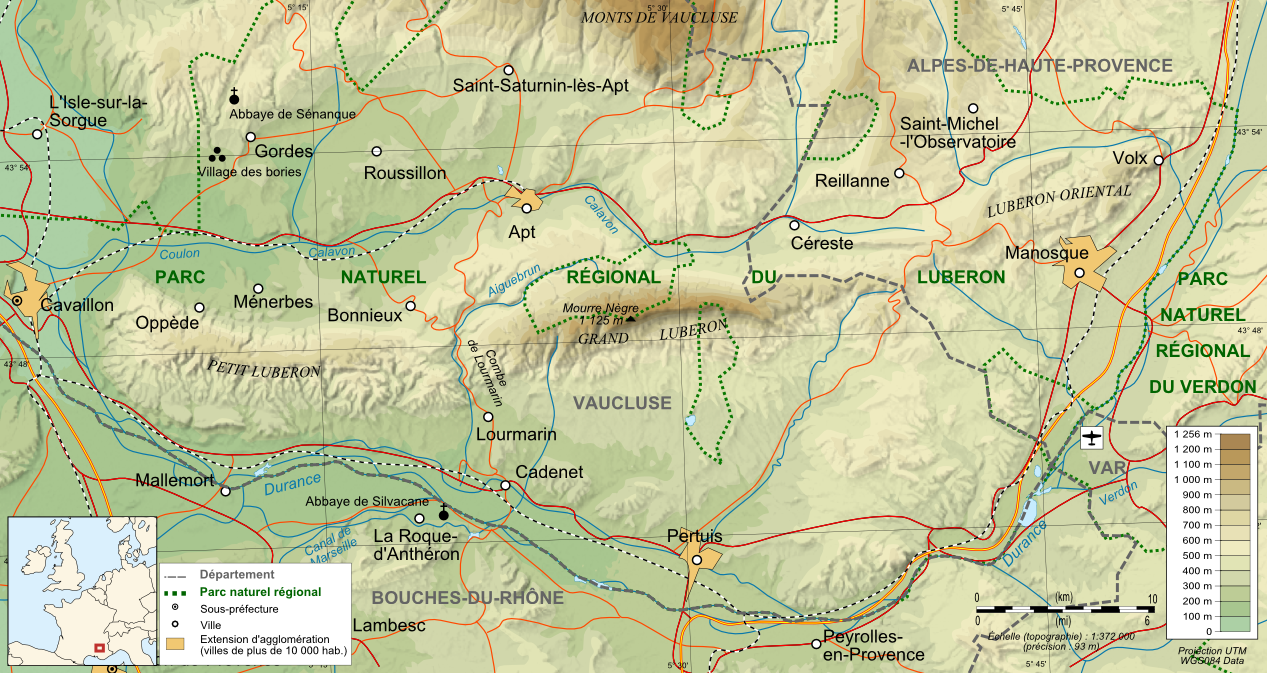
Le territoire du parc naturel régional du Luberon.

| Bonnieux |           | Buoux    |
| Puyvert  | Lourmarin | Vaugines |
|          | Cadenet   |          |

### Relief et géologie

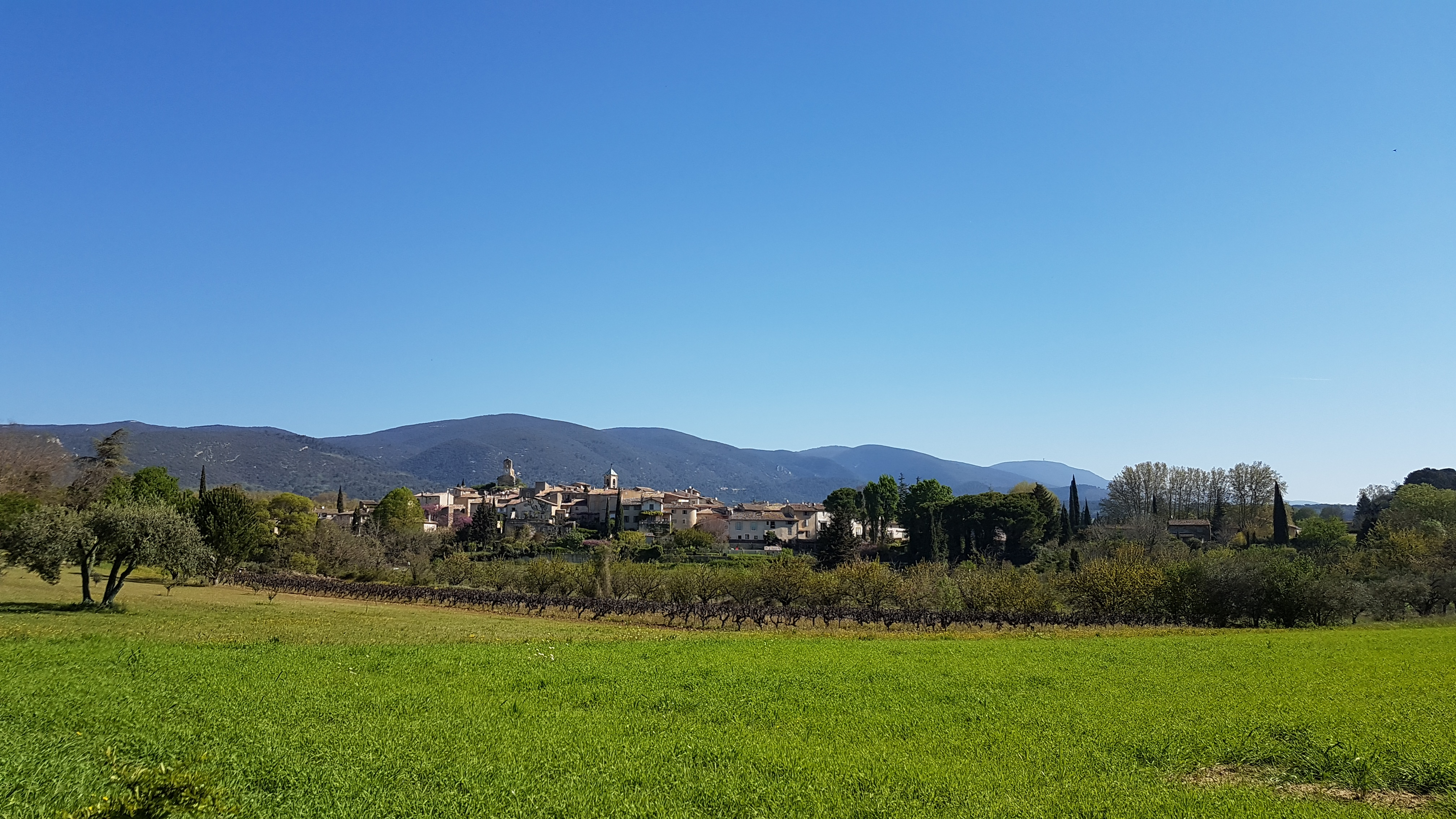
Vue du village au cœur du Luberon.

La rivière l'Aigue Brun, au nord du village, a creusé la combe de Lourmarin.

### Sismicité
Les cantons de Bonnieux, Apt, Cadenet, Cavaillon, et Pertuis sont classés en zone Ib (risque faible). Tous les autres cantons du département de Vaucluse sont classés en zone Ia (risque très faible). Ce zonage correspond à une sismicité ne se traduisant qu'exceptionnellement par la destruction de bâtiments.

### Climat
Pour des articles plus généraux, voir Climat de Provence-Alpes-Côte d'Azur et Climat de Vaucluse.
En 2010, le climat de la commune est de type climat méditerranéen franc, selon une étude du Centre national de la recherche scientifique s'appuyant sur une série de données couvrant la période 1971-2000. En 2020, Météo-France publie une typologie des climats de la France métropolitaine dans laquelle la commune est exposée à un climat méditerranéen et est dans la région climatique  Provence, Languedoc-Roussillon, caractérisée par une pluviométrie faible en été, un très bon ensoleillement (2 600 h/an), un été chaud (21,5 °C), un air très sec en été, sec en toutes saisons, des vents forts (fréquence de 40 à 50 % de vents > 5 m/s) et peu de brouillards. 
Pour la période 1971-2000, la température annuelle moyenne est de 13,4 °C, avec une amplitude thermique annuelle de 17,1 °C. Le cumul annuel moyen de précipitations est de 702 mm, avec 5,7 jours de précipitations en janvier et 2,6 jours en juillet. Pour la période 1991-2020, la température moyenne annuelle observée sur la station météorologique de Météo-France la plus proche, « Cadenet », sur la commune de Cadenet à 3 km à vol d'oiseau, est de 14,4 °C et le cumul annuel moyen de précipitations est de 703,0 mm. 
La température maximale relevée sur cette station est de 44,3 °C, atteinte le 28 juin 2019 ; la température minimale est de −12,7 °C, atteinte le 12 février 2012,,. 
Les paramètres climatiques de la commune ont été estimés pour le milieu du siècle (2041-2070) selon différents scénarios d'émission de gaz à effet de serre à partir des nouvelles projections climatiques de référence DRIAS-2020. Ils sont consultables sur un site dédié publié par Météo-France en novembre 2022.

### Hydrographie et les eaux souterraines
Cours d'eau sur la commune ou à son aval :
- Rivière de  l'Aigue Brun, affluent de la Durance ;
- Vallat du Rayol ;
- Ravin d'Aguye ;
- Vallat des Vignes.

### Voies de communications et transports

#### Transports en commun
- Transport en Provence-Alpes-Côte d'Azur

la commune bénéficie de plusieurs réseaux de transports en commun :
- Transvaucluse ;
- Pays d'Aix mobilité.

## Urbanisme

### Typologie
Au 1er janvier 2024, Lourmarin est catégorisée commune rurale à habitat dispersé, selon la nouvelle grille communale de densité à sept niveaux définie par l'Insee en 2022.
Elle appartient à l'unité urbaine de Cadenet, une agglomération intra-départementale regroupant cinq  communes, dont elle est une commune de la banlieue,,. La commune est en outre hors attraction des villes,.

### Occupation des sols
L'occupation des sols de la commune, telle qu'elle ressort de la base de données européenne d’occupation biophysique des sols Corine Land Cover (CLC), est marquée par l'importance des forêts et milieux semi-naturels (55,1 % en 2018), une proportion sensiblement équivalente à celle de 1990 (55,5 %). La répartition détaillée en 2018 est la suivante : 
forêts (44,3 %), cultures permanentes (21,3 %), zones agricoles hétérogènes (21,1 %), milieux à végétation arbustive et/ou herbacée (10,7 %), zones urbanisées (2,5 %). L'évolution de l’occupation des sols de la commune et de ses infrastructures peut être observée sur les différentes représentations cartographiques du territoire : la carte de Cassini (XVIIIe siècle), la carte d'état-major (1820-1866) et les cartes ou photos aériennes de l'IGN pour la période actuelle (1950 à aujourd'hui).

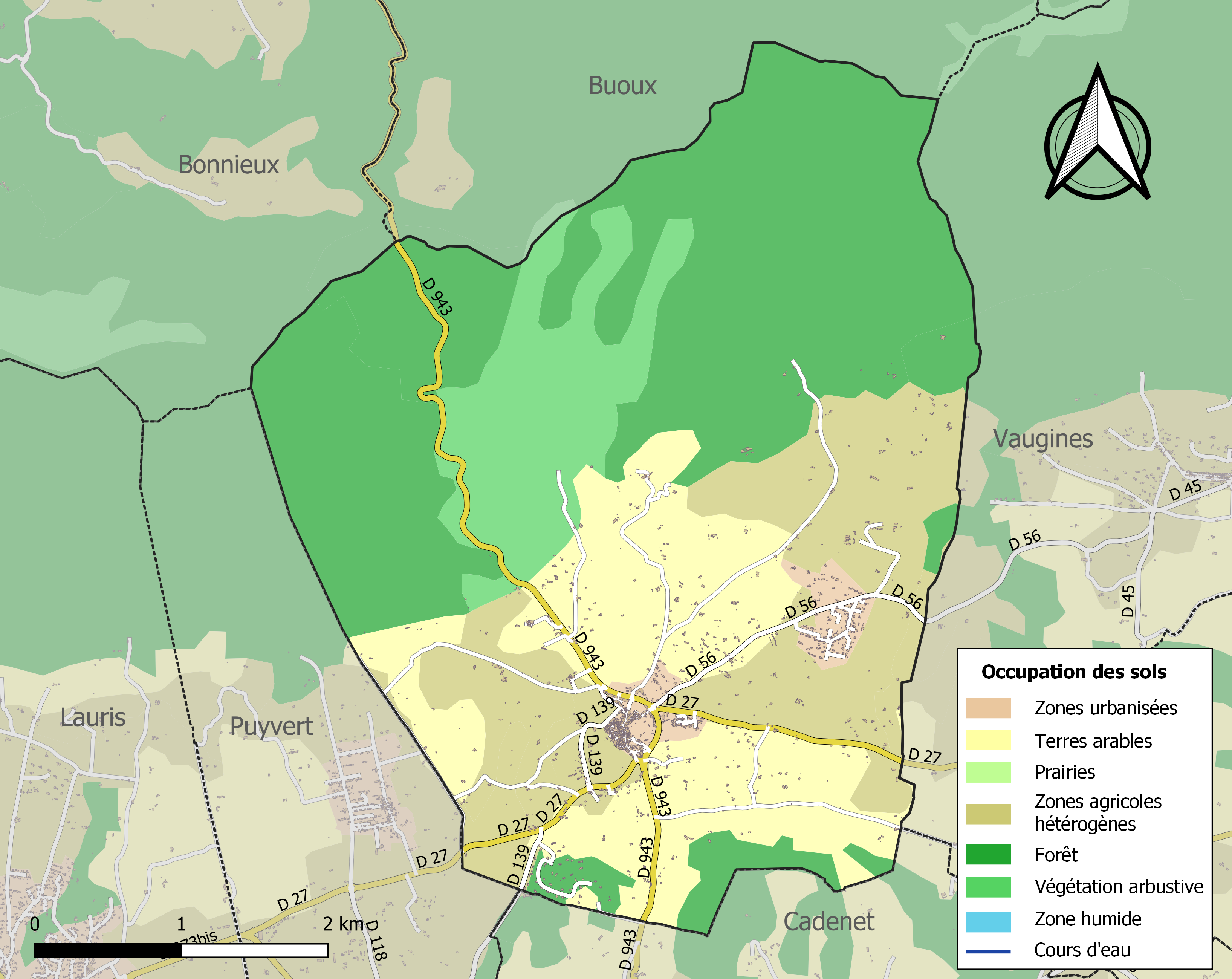
Carte des infrastructures et de l'occupation des sols de la commune en 2018 (CLC).

### Morphologie urbaine

#### Répartition des sols
La répartition des sols de la commune est la suivante (donnée pour un total de) :
| Type d'occupation | Pourcentage | Superficie (en hectares) |
| ----------------- | ----------- | ------------------------ |
| Zones urbaines    | 2,42 %      | 48,93                    |
| Zones agricoles   | 39,56 %     | 798,59                   |
| Zones naturelles  | 57,86 %     | 1 168,20                 |
| Total             | 100 %       | 2 018,00                 |

Les zones naturelles sont principalement formées par les forêts méditerranéennes couvrant le petit Luberon. Les zones agricoles sont formées de vergers de fruitiers (oliviers, amandiers, etc.), des champs de lavandin et des vignes (AOC côtes-du-luberon).

## Toponymie
En 1982, dans son ouvrage posthume Lourmarin et ses millésimes, l'érudit local Henry Meynard recense les premières mentions connues du toponyme et trois hypothèses en lice.
Les premières mentions de toponymes rapportées, citées d'après deux autres auteurs (l'abbé Méritan et Robert Bailly), sont : "Luzmari" (1065), "Luci Marini" (entre 1118 et 1119), "Lucemarino" (1165), et "Lourmarin" en 1189.
Trois hypothèses concurrentes sont présentées.
- En premier lieu, celle de F. Prat ancien directeur de l'école publique de Villelaure, qui avait évoqué le "bois sacré" ("lucus") des Romains, "Marinus" évoquant la zone marécageuse jouxtant l'actuelle agglomération (actuel quartier de "L'Etang", asséché). "Lucus marinus" est accessoirement l'expression reproduite au bas d'un blason sculpté de la tour de l'horloge (beffroi), apposé au fronton de l'actuelle mairie en 1908.
- Dans un deuxième temps, le Dr. Jacquême a supposé dans son Histoire de Cadenet (1920), le surnom "Laurus", "souvent attribué aux soldats romains", désignant un hypothétique premier possesseur des terres allant de Pertuis à Mérindol, parmi lesquelles : Lauris, Lourmarin, Villelaure.
- Enfin, en 1979, dans une conférence donnée au château de Lourmarin, Jean Barruol s'est quant à lui focalisé sur le préfixe "Lour-" en excluant le suffixe "-marin". Il rapproche Lourmarin du toponyme Lueiron/Luerion assimilé à l'actuelle montagne du Luberon, citant à l'appui divers autres toponymes ("Lueiron", quartier de Céreste ; montagne de "Lure" et un de ses sommets "Lioure" ; la commune de "Barret de Lioure" ; ancien oppidum et actuel village de "Lurs").

## Histoire

### Moyen Âge
Une forteresse fut créée au XIIe siècle. Par une bulle datée de 1189, Clément III plaça sous sa juridiction les hospitaliers du Pont de Bonpas qui possédaient une maison à Lourmarin, sur le chemin menant d'Aix-en-Provence à Apt, à l'entrée de la combe « passage des plus dangereux de la Basse Provence ».
Au XIIe siècle, l'abbaye Saint-André de Villeneuve-lès-Avignon y possédait un prieuré (conservé jusqu’au début du XIVe siècle) et l’église paroissiale (conservée jusqu’au XVe siècle), et percevait les revenus qui leur étaient attachés.
Le fief de Lourmarin relevait du comté de Forcalquier au XIIe siècle. Lorsque ce comté perd son indépendance en 1209, à la mort de Guillaume II, un de ses neveux, Guillaume de Sabran tente de le relever. Après une lutte de dix ans, il passe un accord à Meyrargues le 29 juin 1220 avec Raimond Bérenger IV, comte de Provence et lui aussi héritier du comté de Forcalquier. Par cet accord, la moitié sud du comté, dont Lourmarin, lui est donnée, et en fait partie jusqu'à sa mort, vers 1250.
La mort de la reine Jeanne Ire ouvre une crise de succession à la tête du comté de Provence, les villes de l’Union d'Aix (1382-1387) soutenant Charles de Duras contre Louis Ier d'Anjou. La dame de Lourmarin, Reine de Sabran, se rallie aux Angevins en 1385, après la mort de Louis Ier.

### Temps modernes
Au XVe siècle, à la Renaissance, le château de Lourmarin fut reconstruit par Foulques d'Agoult sur les restes de l'ancienne forteresse.
À la fin du XVe siècle, la population augmente dans tout l'arc alpin et de nombreux habitants des hautes vallées descendent dans les plaines, une émigration économique très progressive. Le village fait partie de la quarantaine de localités, de part et d'autre du Luberon dans lesquelles s'installent au moins 1400 familles de Vaudois des Alpes, soit environ 6 000 personnes, venues des diocèses alpins de Turin et d'Embrun entre 1460 et 1560, selon l'historien Gabriel Audisio. Les deux tiers de ces futurs Vaudois du Luberon sont arrivés entre 1490 et 1520.
Lourmarin est une pièce maîtresse dans l'organisation de la communauté vaudoise de l'époque qui s'étend pendant trente ans à 24 villages prospères, mettant en valeur les terres marécageuses au sud du Luberon, puis sur le versant nord.
Le 18 avril 1545, le village, peuplé de Vaudois, est incendié par les troupes de Paulin de La Garde, sous la direction du premier président du Parlement d’Aix, Jean Maynier, seigneur d'Oppède. Après le massacre d'avril 1545, au cours duquel sont exterminés 3 000 Vaudois du Luberon, une partie des survivants sont revenus dans le Piémont.
Seigneurie des Forcalquier (jusqu'en 1385), des Sabran, Dufour et Venterol (à partir de 1418), puis des Oraison et des d'Agoult-Montauban à partir du milieu du XVe siècle. Le fief passe aux Créquy-Lesdiguières au XVIIe siècle et aux Neufville de Villeroy, puis fut acheté le 7 juillet 1719, par Jean-Baptiste Bruny, négociant, industriel (armateur à Marseille), banquier, et secrétaire du roi en 1711, dit de La Tour d'Aigues.
Après la révocation de l'édit de Nantes en 1685, une partie des viticulteurs huguenots du village fuient aux Pays-Bas puis sur les bateaux de la Compagnie néerlandaise des Indes orientales pour s'installer dans la communauté des huguenots d'Afrique du Sud, où existe toujours le village de Lormarin. Parmi ces viticulteurs, Jean Roy, vigneron d'origine vaudoise, installé à Lourmarin qui a émigré en 1688 en Afrique du Sud où il a créé un des vignobles les plus célèbres de ce pays aujourd'hui.

### Période contemporaine
À partir de 1920 commence la restauration du château.

### Liste des maires

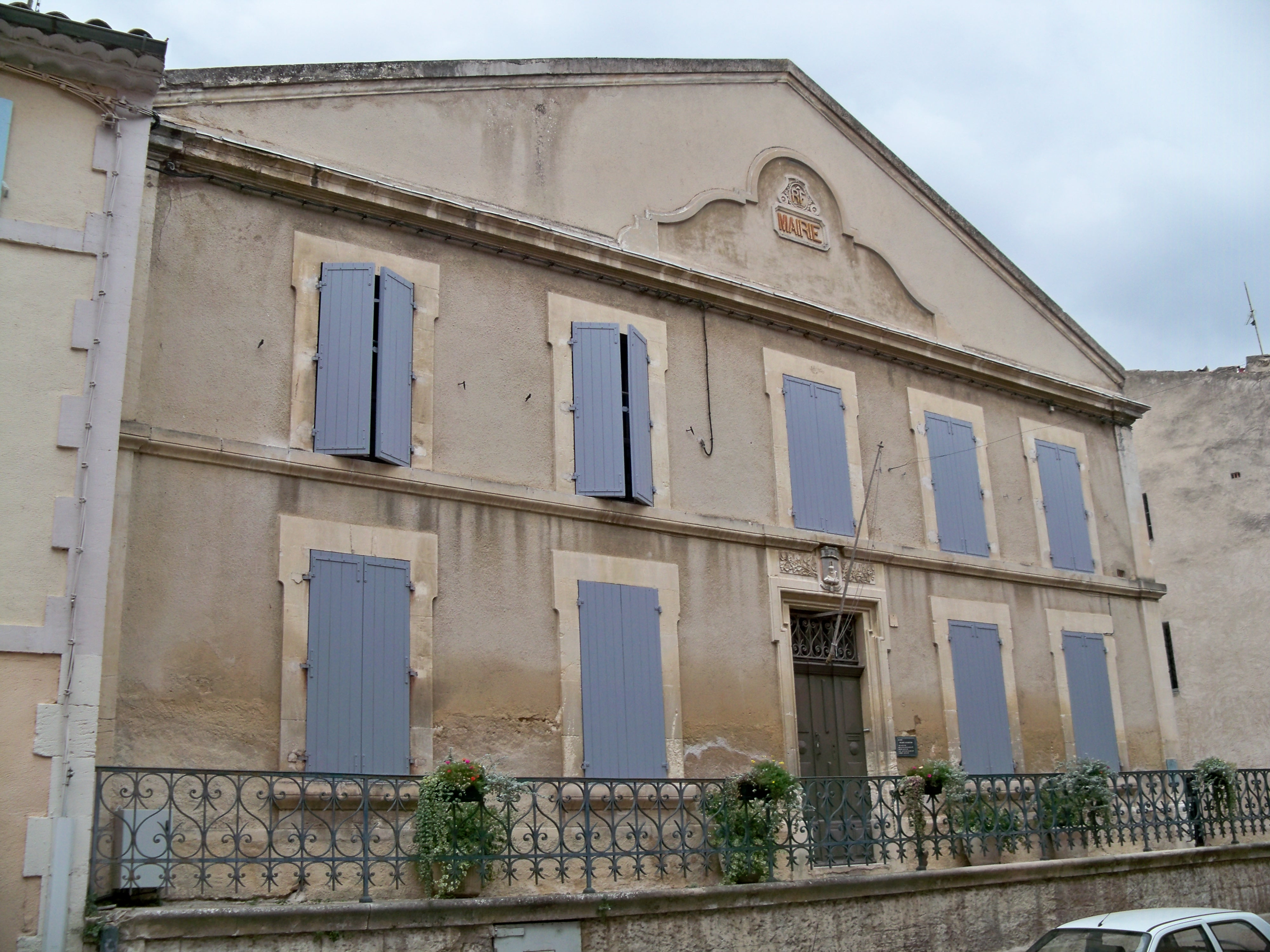
Mairie de Lourmarin.

## Politique et administration

### Instances administratives et juridiciaires
Lourmarin est une des neuf communes du canton de Cadenet qui totalise 17 278 habitants en 2008. Le canton fait partie de l'arrondissement d'Apt depuis 1801 (sauf de 1926 à 1933 où ce fut Cavaillon) et de la deuxième circonscription de Vaucluse. Lourmarin fait partie du canton de Cadenet depuis 1793.
Lourmarin fait partie de la juridiction d’instance d’Apt, mais du greffe détaché Pertuis, et de grande instance, de prud'homale, de commerce et d'affaires de Sécurité sociale d’Avignon.

### Écologie et recyclage
La communauté de communes des Portes du Luberon, dont fait partie Lourmarin, est chargée de l'organisation de la collecte et du traitement des déchets des ménages et déchets assimilés.

### Fiscalité
| Taxe                                                | Part communale | Part intercommunale | Part départementale | Part régionale |
| --------------------------------------------------- | -------------- | ------------------- | ------------------- | -------------- |
| Taxe d'habitation (TH)                              | 7,13 %         | 0,40 %              | 7,55 %              | 0,00 %         |
| Taxe foncière sur les propriétés bâties (TFPB)      | 11,08 %        | 0,51 %              | 10,20 %             | 2,36 %         |
| Taxe foncière sur les propriétés non bâties (TFPNB) | 37,64 %        | 1,58 %              | 28,96 %             | 8,85 %         |
| Taxe professionnelle (TP)                           | 21,40 %        | 0,83 %              | 13,00 %             | 3,84 %         |

La part régionale de la taxe d'habitation n'est pas applicable.
La taxe professionnelle est remplacée en 2010 par la cotisation foncière des entreprises (CFE) portant sur la valeur locative des biens immobiliers et par la contribution sur la valeur ajoutée des entreprises (CVAE) (les deux formant la contribution économique territoriale (CET) qui est un impôt local instauré par la loi de finances pour 2010).

### Budget et fiscalité 2016
En 2016, le budget de la commune était constitué ainsi :
- total des produits de fonctionnement : 1 674 000 €, soit 1 430 € par habitant ;
- total des charges de fonctionnement : 1 224 000 €, soit 1 047 € par habitant ;
- total des ressources d'investissement : 1 669 000 €, soit 1 427 € par habitant ;
- total des emplois d'investissement : 916 000 €, soit 783 € par habitant ;
- endettement : 1 055 000 €, soit 901 € par habitant.

Avec les taux de fiscalité suivants :
- taxe d'habitation : 16,36 % ;
- taxe foncière sur les propriétés bâties : 12,18 % ;
- taxe foncière sur les propriétés non bâties : 39,47 % ;
- taxe additionnelle à la taxe foncière sur les propriétés non bâties : 39,64 % ;
- cotisation foncière des entreprises : 36,40 %.

Chiffres clés Revenus et pauvreté des ménages en 2014 : médiane en 2014 du revenu disponible, par unité de consommation : 20 831 €.

## Jumelages
Żyrardów (Pologne).

## Population et société

### Démographie
L'évolution du nombre d'habitants est connue à travers les recensements de la population effectués dans la commune depuis 1793. Pour les communes de moins de 10 000 habitants, une enquête de recensement portant sur toute la population est réalisée tous les cinq ans, les populations de référence des années intermédiaires étant quant à elles estimées par interpolation ou extrapolation. Pour la commune, le premier recensement exhaustif entrant dans le cadre du nouveau dispositif a été réalisé en 2008.

En 2022, la commune comptait 1 031 habitants, en évolution de −7,03 % par rapport à 2016 (Vaucluse : +1,73 %, France hors Mayotte : +2,11 %).
| 1793  | 1800  | 1806  | 1821  | 1831  | 1836  | 1841  | 1846  | 1851  |
| ----- | ----- | ----- | ----- | ----- | ----- | ----- | ----- | ----- |
| 1 406 | 1 320 | 1 488 | 1 610 | 1 640 | 1 660 | 1 570 | 1 585 | 1 478 |

| 1856  | 1861  | 1866  | 1872  | 1876  | 1881  | 1886 | 1891 | 1896 |
| ----- | ----- | ----- | ----- | ----- | ----- | ---- | ---- | ---- |
| 1 385 | 1 385 | 1 233 | 1 272 | 1 142 | 1 069 | 950  | 948  | 914  |

| 1901 | 1906 | 1911 | 1921 | 1926 | 1931 | 1936 | 1946 | 1954 |
| ---- | ---- | ---- | ---- | ---- | ---- | ---- | ---- | ---- |
| 903  | 834  | 803  | 705  | 688  | 620  | 603  | 626  | 665  |

| 1962 | 1968 | 1975 | 1982 | 1990  | 1999  | 2006  | 2008 | 2013  |
| ---- | ---- | ---- | ---- | ----- | ----- | ----- | ---- | ----- |
| 612  | 615  | 685  | 858  | 1 108 | 1 119 | 1 024 | 997  | 1 129 |

| 2018  | 2022  | - | - | - | - | - | - | - |
| ----- | ----- | - | - | - | - | - | - | - |
| 1 043 | 1 031 | - | - | - | - | - | - | - |

### Enseignement
La commune possède une école primaire publique Philippe-de-Girard , les élèves sont ensuite affectés au collège Le Luberon à Cadenet,, puis le lycée Val-de-Durance à Pertuis (enseignement général) ou lycée Alexandre-Dumas à Cavaillon soit lycée Alphonse-Benoit à L'Isle-sur-la-Sorgue (enseignements techniques).

### Sports
Stade avec terrain de football et divers aménagements sportifs.

### Cultes
Une église catholique et un temple protestant (de l'Église protestante unie, rue Raoul Dautry) sont implantés sur la commune.

## Économie

### Agriculture
Le vignoble de la commune est classé dans l'appellation d'origine contrôlée (AOC) côtes-du-luberon. Les vins qui ne sont pas en appellation d'origine contrôlée peuvent revendiquer, après agrément, le label vin de pays d'Aigues.
Des fruitiers (cerises, etc.) sont également cultivés.

### Tourisme
Comme l'ensemble des communes du Luberon, le tourisme joue un rôle, directement ou indirectement, dans l'économie locale.
On peut considérer trois principales sortes de tourisme en Luberon. Tout d'abord, le tourisme historique et culturel qui s'appuie sur un patrimoine riche des villages perchés ou sur des festivals. Ensuite, le tourisme détente qui se traduit par un important développement des chambres d'hôtes, de l'hôtellerie et de la location saisonnière, par une concentration importante de piscines et par des animations comme des marchés provençaux. Enfin, le tourisme vert qui profite des nombreux chemins de randonnées et du cadre protégé qu'offrent le Luberon et ses environs.

### Artisanat
- Chocolatier Zucchini[41],

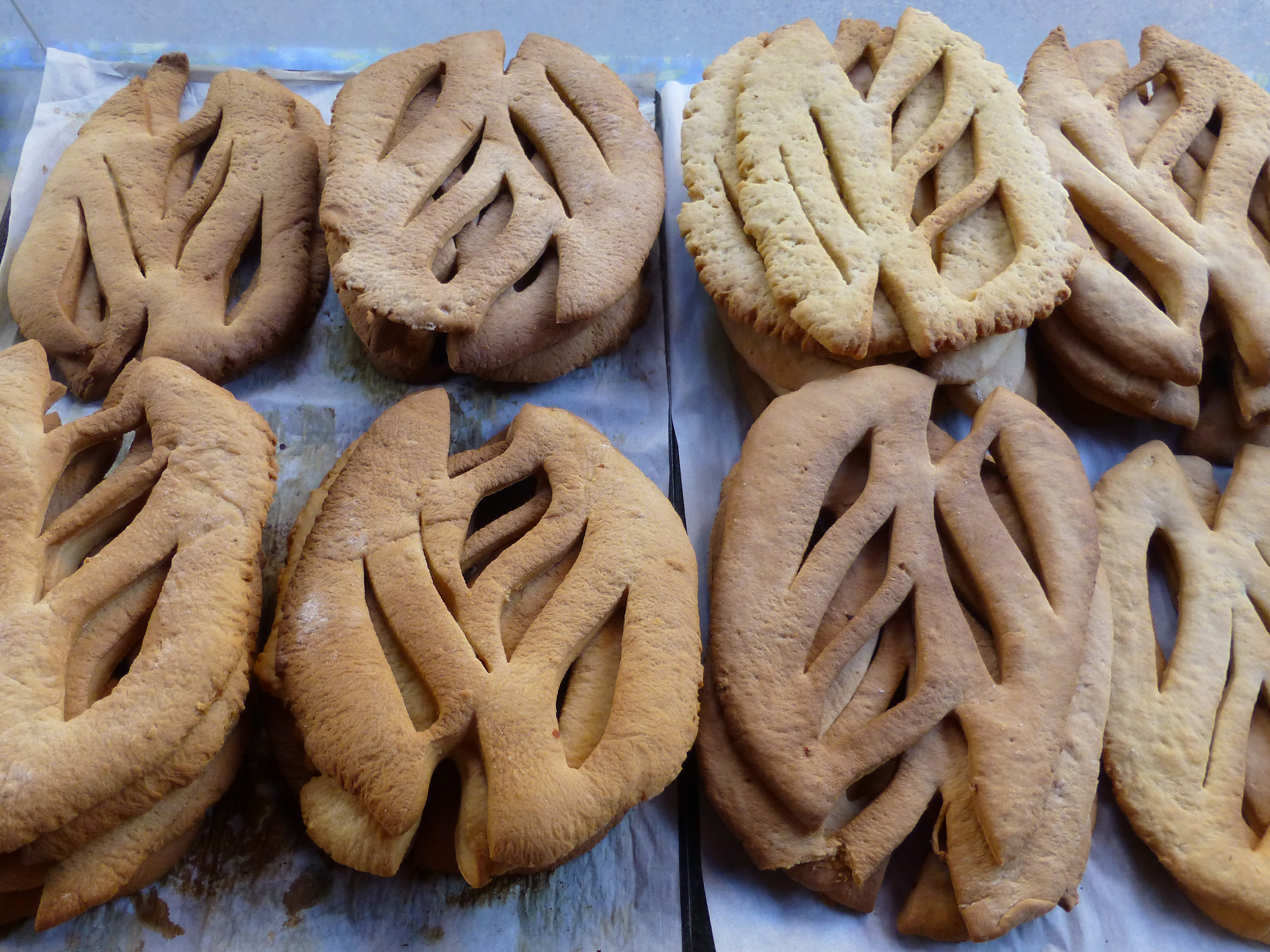
Gibassiés de Lourmarin.

- Pâtisserie Riquier, spécialiste du gibassié de Lourmarin[42].

### Vie locale
Commerces sur places, bars, restaurants, galeries d'arts, etc.

## Culture et patrimoine

### Lieux et monuments
Patrimoine religieux :
- Ex-voto marin du château de Lourmarin[43]
- Église Saint-Trophime-Saint-André[44],[45].
- Chapelle Saint-André, Prieuré de Bénédictins[46].
- Chapelle Notre-Dame-de-la-Meirette[47].
- Temple protestant de Lourmarin.
- Monument funéraire de protestants (dalles funéraires jumelées)[48].

Patrimoine civil :
- Château de la Corrée.

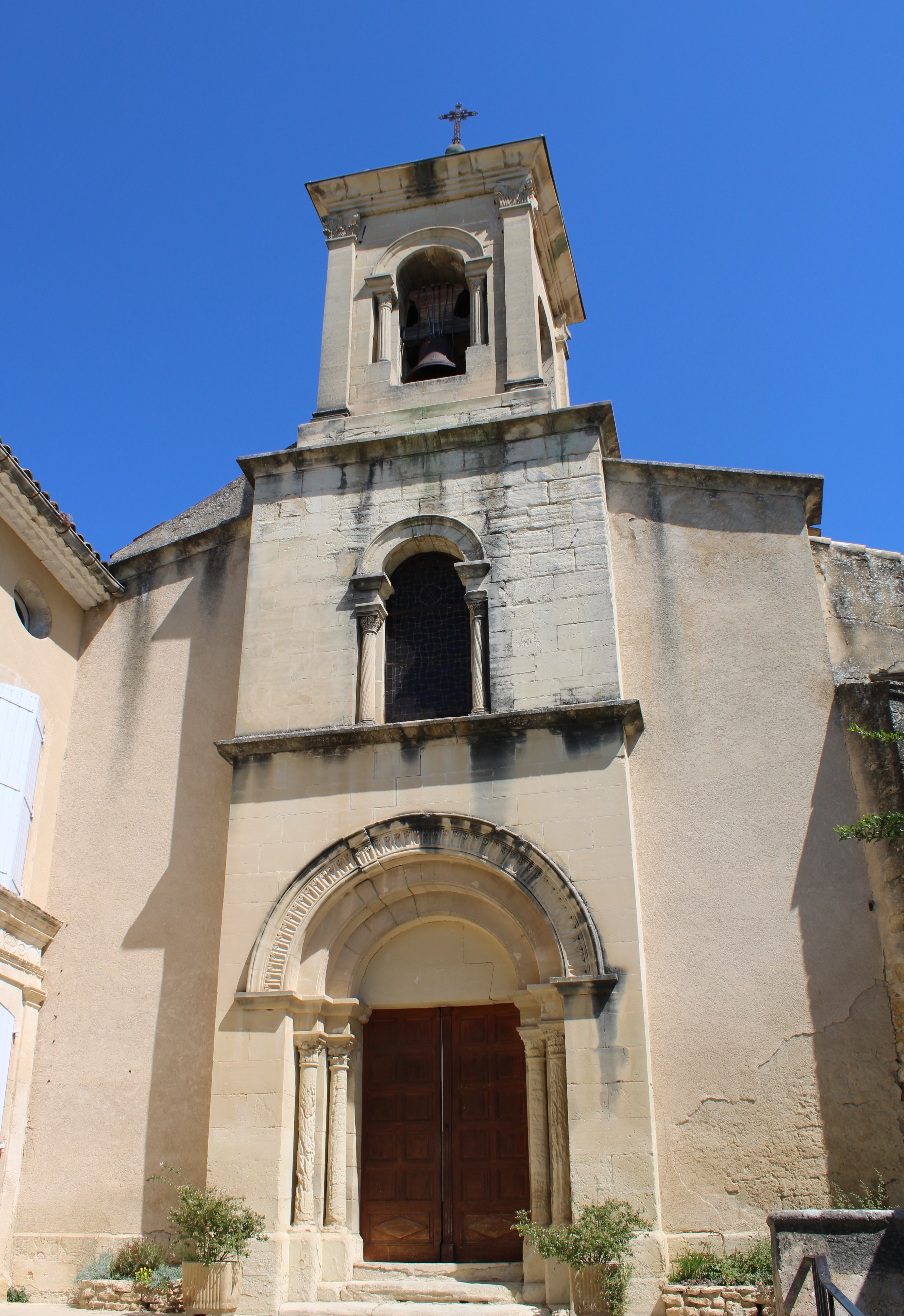
Façade de l'église Saint-Trophime.

- Château de Lourmarin, dont la construction du Moyen Âge par la famille d'Agoult-Montmaur (le dernier descendant male, le comte Charles Louis Constant d'Agoult, épousera Marie de Flavigny (1805-1876)), a été complétée par une aile renaissance. Il sert actuellement de résidence artistique.
- Château fort, Beffroi, Horloge Publique[49].
- Fortification d'agglomération[50].
- Maison du Bailli[51].
- Maison la Taurine[52].
- Hôtel de Girard[53],[54].
- Hôtel de la Croix de Malte[55].
- Hôtel quartier du Clos[56].
- Œuvres buissonnières[57].
- Pont à coquille sur l'Aigue-Brun.

Patrimoine rural :
- Ancien moulin à vent (sans ses ailes).
- Moulin à huile[58].
- Moulin à farine[59].
- Moulin dit le Petit Moulin[60].
- Colombiers[61],[62].
- Atelier de forge (ancien)[63].
- Fontaines[64],[65],[66],[67],[68],[69] et lavoirs[70].
- Coopérative Vinicole[71].
- Coopérative Agricole (Coopérative Fruitière)[72].

Patrimoine environnemental :

Le pré de la Plantade, espace naturel ouvert entre le nord du village et le château de Lourmarin fait l'objet d'un arrêté de classement en 1942, en vue de protection de ses 4,8 ha.

### Tableaux
Le peintre Henri Rivière a peint plusieurs tableaux représentant Lourmarin en 1932-1933 :

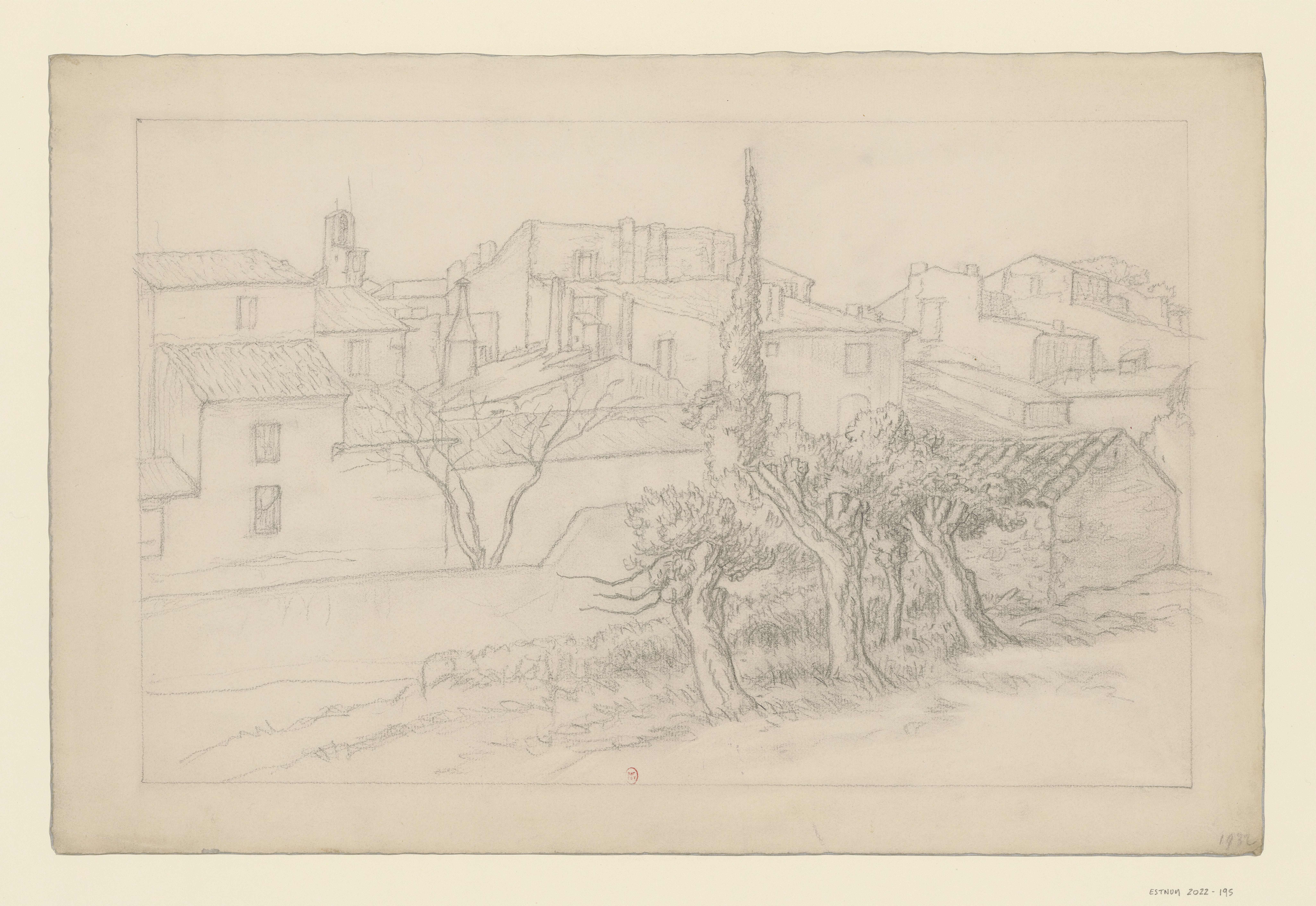
Lourmarin (dessin, 1932).
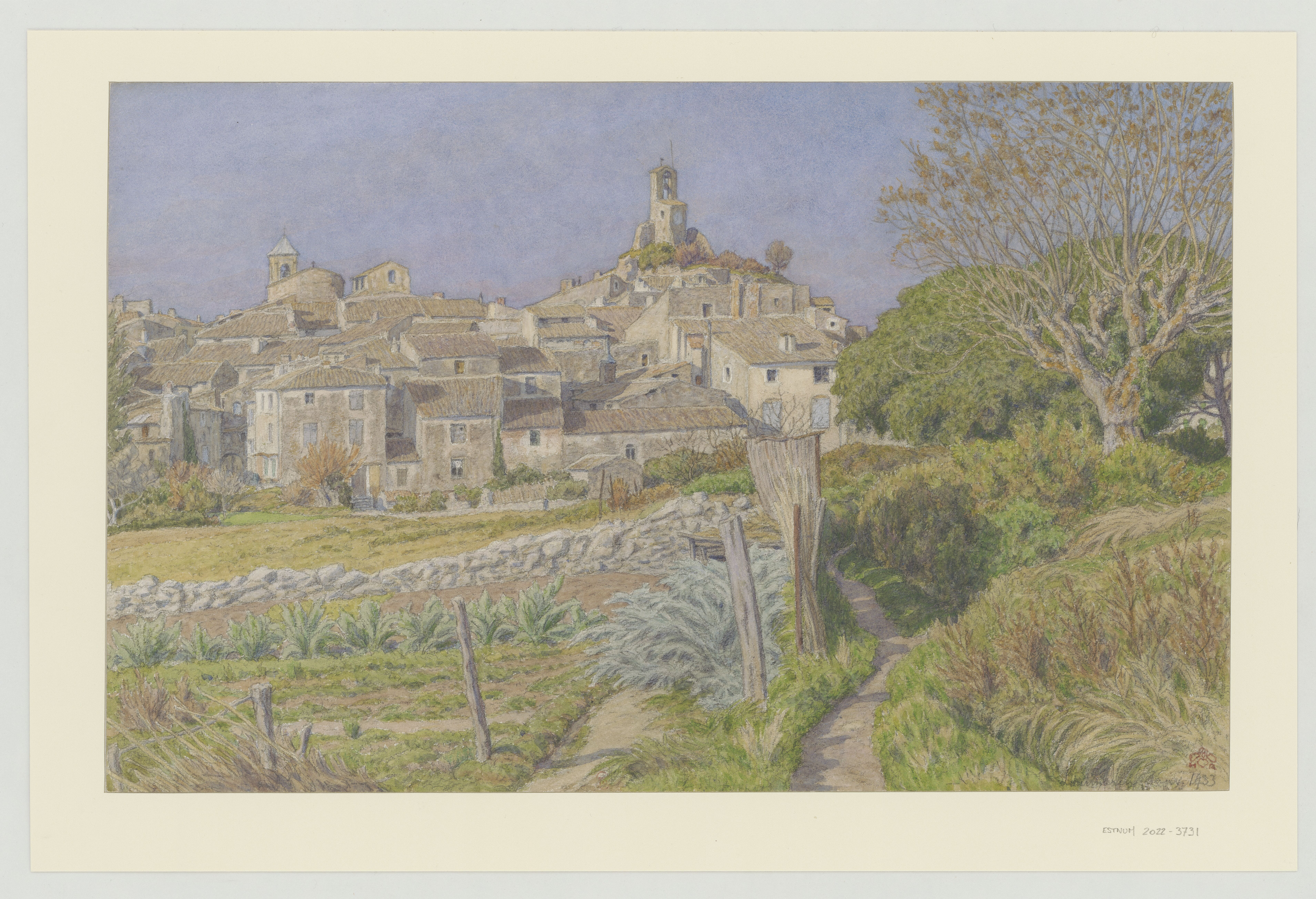
Lourmarin (dessin, 1933).

### Personnalités liées à la commune

#### Naissances
- Jean Roy, vigneron vaudois, né Lourmarin, qui a émigré en 1688 en Afrique du Sud où il a fondé le domaine de L'Ormarins.
- Jean d'Ailhaud (né en 1674, mort en 1756 à Aix-en-Provence) baron de Castellet, qui acquit la seigneurie de Vitrolles et de Montjustin. Docteur en médecine à Aix, il découvrit une illustre poudre purgative qui porte son nom ; elle lui valut la notoriété et une grande fortune.
- Philippe de Girard (1775-1845), ingénieur et inventeur.
- Adolphe Itasse (1829-1893), sculpteur, né le 19 février 1829.

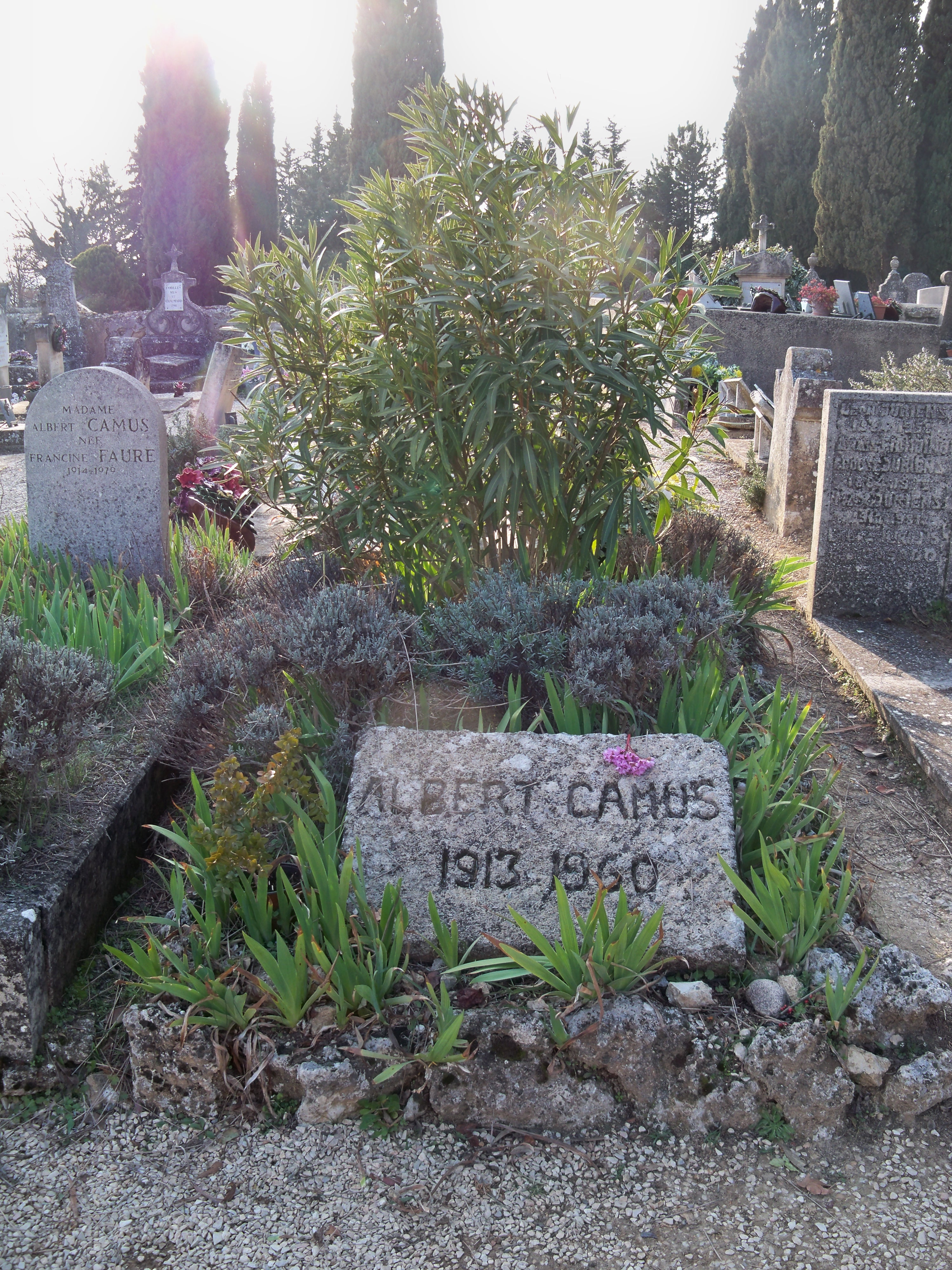
Pierre tombale d'Albert Camus.

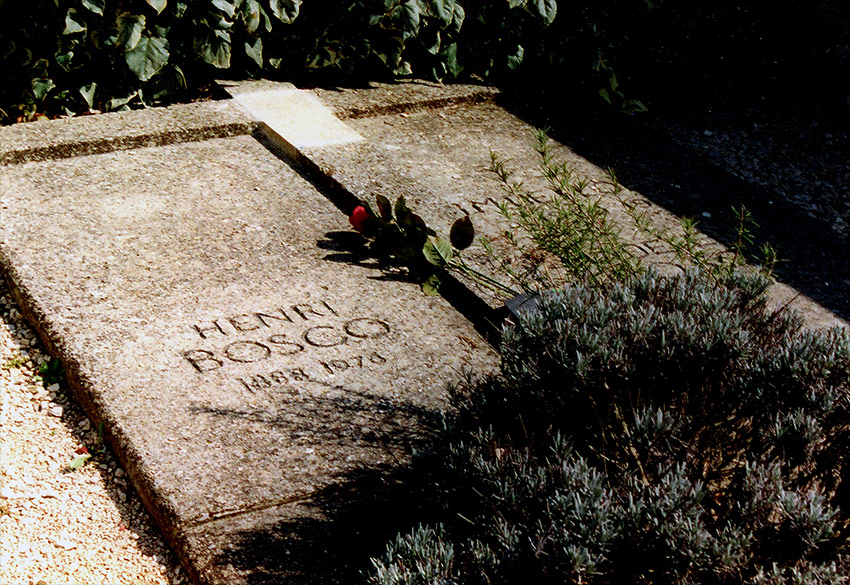
Tombe d'Henri Bosco.

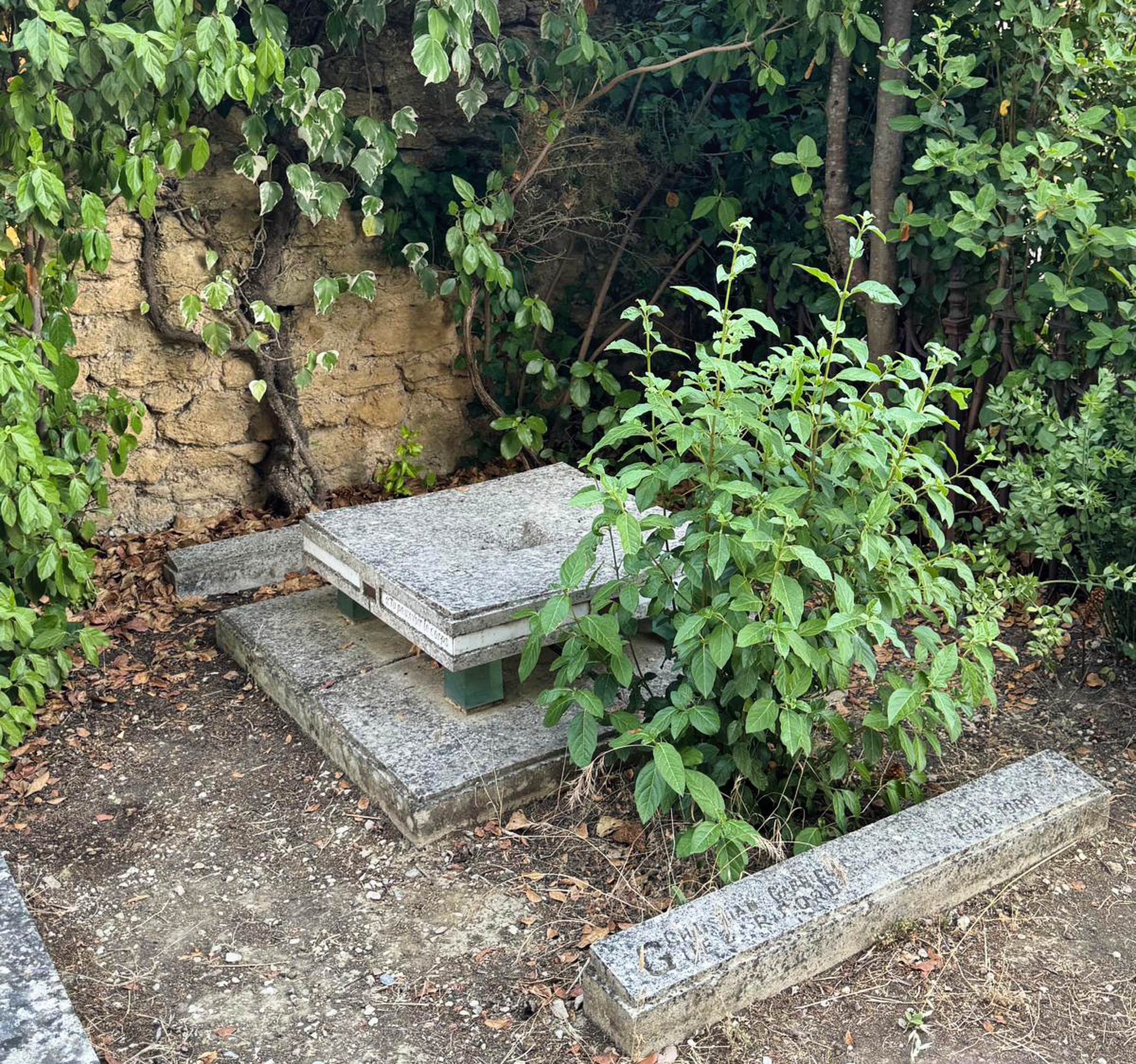
Tombe de Christian Gabrie/le Guez Ricord.

#### Enterrés à Lourmarin
Dans le jardin de l'hôtel de Girard
- Philippe de Girard, (1775-1845 à Paris) : ingénieur inventeur, fondateur de la ville polonaise de Żyrardów qui porte toujours son nom.

Au cimetière du village
- Raoul Dautry (1880-1951 à Lourmarin), ingénieur et homme politique français.
- Albert Camus (1913-1960 à Villeblevin), écrivain, prix Nobel de littérature, y possédait une maison avec son épouse Francine Faure (1914-1979).
- Henri Bosco (1888-1976 à Nice), écrivain.
- Christiane Faure (1908-1998), instigatrice des politiques culturelles d'éducation populaire au sortir de la Seconde Guerre mondiale en France.
- Christian Gabriel/le Guez Ricord (1948-1988 à Marseille), poète.

Dans la commune
Dans l'une des propriétés de Lourmarin (Les Baumelles) repose le sous-lieutenant Gérard Claron (né à Maisons-Laffitte le 20 juillet 1916), navigateur chef de bord d'un Bristol Blenheim du Groupe « Lorraine » qui, à court de carburant, disparut dans le désert le 5 février 1941, au retour d'une mission effectuée sur l'oasis de Koufra. L'appareil, intact, ne fut retrouvé — avec ses trois membres d'équipage décédés — qu'en 1959.
Les Baumelles est actuellement la propriété du fondateur du groupe international d'hôtellerie ACCOR, Paul Dubrule.

#### Autres personnalités liées à la commune
- André Bassaget (1758-1843), pasteur protestant à Lourmarin, ancien député de Vaucluse.
- Noël Nougat (1882-1944), né à Merindol, pasteur protestant à Lourmarin de 1906 à 1944, écrivain sous le nom Noël Vesper.
- Laurent Garnier (Célèbre DJ de musique électronique), depuis 2000 il a élu domicile dans la commune et organise depuis 2013 le festival Yeah !.
- Robert Laurent-Vibert (1884-1925) industriel et mécène ayant racheté puis restauré le Chateau de Lourmarin avant de le léguer à l’Académie des Sciences, Agriculture, Art et Belles Lettres d’Aix-en-Provence pour créer la Fondation de Lourmarin Laurent-Vibert.

### Lourmarin au cinéma
- 1943 : Arlette et l'Amour de Robert Vernay avec André Luguet, Josette Day.
- 1968 : Ce sacré grand-père de Jacques Poitrenaud avec Michel Simon, Yves Lefebvre, Serge Gainsbourg, Marie Dubois, Mary Marquet.
- 1968 : La Maison des Bories de Jacques Doniol-Valcroze avec Maurice Garrel, Marie Dubois, Mathieu Carrière.
- 1998 : Les Savates du bon Dieu de Jean-Claude Brisseau.
- 1999 : Passion of Mind d'Alain Berliner avec Demi Moore. Tourné également à Lacoste, Bonnieux, Buoux, Cadenet.
- 2001 : 18 ans après de Coline Serreau avec Line Renaud, Madeleine Besson, Philippine Leroy-Beaulieu, Michel Boujenah, André Dussollier, Roland Giraud. Autres lieux de tournage : Apt, Goult, Roussillon, Saint-Saturnin-lès-Apt, Gordes, Cabrières-d'Avignon, Avignon.
- 2002 : Le Cœur des hommes de Marc Esposito avec Jean-Pierre Darroussin, Gérard Darmon, Marc Lavoine, Bernard Campan, Zoé Félix.
- 2003 : Que la mort nous sépare, court métrage d'Octavia de Larroche.
- 2006 : Le Cœur des hommes 2 de Marc Esposito avec Jean-Pierre Darroussin, Gérard Darmon, Bernard Campan, Zoé Félix.

### Lourmarin dans la littérature
Lourmarin est le village dans lequel se passe l'histoire du Mistouflon dans L'année du Mistouflon d'Anne-Marie Chapouton (1982). Les illustrations de Gérard Franquin représentent fidèlement le village.
L'écrivain comtadin André de Richaud (1907-1968), premier pensionnaire de la Fondation de Lourmarin Laurent-Vibert en 1929, y situe son roman-biographie posthume Il n'y a rien compris (R. Morel Éditeur, 1970).

### Héraldique
Blason actuel de la ville de Lourmarin :
| Armes de Lourmarin | Les armes de Lourmarin se blasonnent ainsi : Écartelé, au premier d'or au loup ravissant d'azur, lampassé et armé de gueules ; au deuxième d'azur à trois tours d'or posées deux et un ; au troisième palé d'argent et d'azur de six pièces, au chef d'azur ; au quatrième d'argent à trois corbeaux de sable posé deux et un. |